# Боровиця (Слободський район)
Борови́ця (рос. Боровица) — селище у складі Слободського району Кіровської області, Росія. Входить до складу Ленінського сільського поселення.
Населення становить 154 особи (2010, 176 у 2002).
Національний склад станом на 2002 рік — росіяни 95 %.